# Taj Mahal (músic)
Henry Saint Clair Fredericks junior (Ciutat de Nova York, 17 de maig de 1942), conegut amb el nom artístic de Taj Mahal, és un músic de blues estatunidenc, que destaca per la seva versatilitat i eclecticisme. A més de músic multiinstrumentista – canta, toca el piano, la guitarra, l'harmònica, el banjo o el dobro – i compositor, s'ha dedicat a estudiar el blues i la seva relació amb altres gèneres musicals. Les seves exploracions i experimentacions l'han dut a incorporar, des dels inicis de la seva carrera als anys setanta del segle xx, elements del reggae i altres sons caribenys, hawaians o africans a les seves peces.

## Infantesa
Fredericks va néixer a Harlem, Nova York, en una família de músics: el pare era un arranjador i pianista de jazz d'arrels caribenyes i la mare, una cantant de gòspel de Carolina del Sud. A principis dels anys 50 la família es va traslladar a Springfield, Massachusetts, on va conviure amb un gresol de cultures d'arreu del món que li va permetre conèixer un gran ventall d'expressions musicals – la seva mare posseïa una important col·lecció de discs i una ràdio d'ona curta a través de la qual Mahal va descobrir tonades d'arreu del món.
La casa dels Fredericks era un punt de reunió de músics d'orígens diversos que van fer que Taj Mahal s'interessés pel recorregut de diversos gèneres musicals, des de les arrels fins a formes més contemporànies i va començar a dedicar-se a estudiar formes més antigues de música afroamericana, que les grans empreses discogràfiques del moment ignoraven força. Els seus pares també el van ensenyar a tocar diversos instruments: piano, clarinet, trombó i harmònica. Tanmateix, en aquells anys, es va produir una tragèdia que marcaria la vida de Mahal quan un tractor va atropellar mortalment el seu pare. Mahal, que tenia 13 anys, va veure morir el seu pare i el fet el va afectar profundament i, segons ell mateix «allò el va convertir en un home». Però va ser sobretot a través d'un veí de Springfield, Leonard «Lynwood» Perry, que Taj Mahal es convertiria en bluesman, quan aquell li va ensenyar els rudiments del gènere a la guitarra i l'esperit del que transmet aquest tipus de música, explorant els estils del Delta, Piedmont i Chicago.

## Carrera musical
Si bé la música era present des de sempre a la seva vida i cada vegada havia anat prenent més importància per a ell, Taj Mahal va pensar en dedicar-se professionalment a l'agricultura i fins va arribar-se a graduar en agronomia i veterinària a la Universitat de Massachusetts Amherst. Fou allí on va formar la seva primera banda The Electras i on va començar a anomenar-se a si mateix «Taj Mahal» després d'haver tingut un somni sobre Gandhi.
Després de graduar-se va dirigir-se a Los Angeles on va formar una altra banda, els Rising Sons, de la qual formava part el guitarrista Ry Cooder. Van fer de teloners d'importants artistes del moment com Otis Redding o els Temptations i va servir perquè Taj Mahal entrés en contacte amb Muddy Waters, Howlin Wolf, Junior Wells, Buddy Guy o Lightin' Hopkins. A més, Mahal i Cooder, van col·laborar amb els Rolling Stones i van participar, el 1968, al fim «The Rolling Stones Rock and Roll Circus». La riquesa d'experiències acumulades va quedar plasmada en els primers tres àlbums de Taj Mahal: l'homònim de 1967, «The Natch’l Blues» (1968) i «Giant Step» (1969). L'absorció d'una gran varietat d'influències amb el blues com a pedra de toc que va experimentar des de la infantesa i la voluntat de seguir explorant van cristal·litzar en un estil que esdevindria distintiu des d'aquell moment. Ja als anys setanta va continuar transitant més enllà de les costures del gènere gràcies a una certa màniga ampla de la indústria que va creure, amb bon criteri, en el seu talent, fet que va fer difícil encasellar-lo en una definició precisa, una indefinició vinculada tanmateix al blues que ell mateix recolliria en àlbums que tenien per «Happy To Be Just Like I Am» (1971) «Recycling The Blues and Other Related Stuff» (1972). Va ser a principis dels anys setanta, quan Mahal va viure un temps a Barcelona i va conèixer i col·laborar amb Toti Soler, que en aquell moment liderava la banda de rock progressiu Om.
Als anys vuitanta es va traslladar a Hawaii i va aprofundir-hi en la música. Així mateix, va obrir un nou terreny d'experimentació en publicar el primer dels seus discs infantils «Shake Sugaree» (1988) al segell Music For Little People. Als anys noranta reprèn una activitat més intensa, amb projectes relacionats amb la World Music i la Hula Blues Band, discs i gires amb la Phantom Blues -amb col·laboracions de gent com Eric Clapton o Bonnie Raitt, la banda sonora de la pel·lícula Zebrahead (1992) i la gravació dels àlbums «Señor Blues» (1997) i «Shoutin' in Key» (2000), ambdós guanyadors d'un premi Grammy.
Després d'algun altre àlbum amb la Hula Blues Band, Mahal ha continuat amb l'estudi d'expressions musicals d'arreu del món i rebent reconeixements a la seva carrera. El 2008 apareixia Maestro un treball de celebració dels 40 anys de carrera del músic, i per al qual va comptar amb el concurs de Los Lobos, Ziggy Marley, Ben Harper o Jack Johnson. El 2017 va tornar a obtenir un premi Grammy per l'àlbum «TajMo», gravat en col·laboració de Keb’Mo’.

## Discografia

### Àlbums
- 1968 – Taj Mahal
- 1968 – The Natch'l Blues
- 1969 – Giant Step/De Ole Folks at Home
- 1971 – Happy Just to Be Like I Am
- 1971 - The Real Thing
- 1972 – Recycling The Blues & Other Related Stuff
- 1972 – Sounder (banda sonora original)
- 1973 – Oooh So Good 'n Blues
- 1974 – Mo' Roots
- 1975 – Music Keeps Me Together
- 1976 – Satisfied 'n Tickled Too
- 1976 – Music Fuh Ya'
- 1977 – Brothers
- 1977 – Evolution
- 1987 – Taj
- 1988 – Shake Sugaree
- 1991 – Mule Bone
- 1991 – Like Never Before
- 1993 – Dancing the Blues
- 1995 – Mumtaz Mahal (amb V.M. Bhatt and N. Ravikiran)
- 1996 – Phantom Blues
- 1997 – Señor Blues
- 1998 – Sacred Island AKA Hula Blues (amb The Hula Blues Band)
- 1999 – Blue Light Boogie
- 1999 – Kulanjan (amb Toumani Diabaté)
- 2001 – Hanapepe Dream (amb The Hula Blues Band)
- 2005 – Mkutano Meets the Culture Musical Club of Zanzibar
- 2008 – Maestro
- 2014 – Talkin' Christmas (amb Blind Boys of Alabama)
- 2016 – Labor of Love
- 2017 – TajMo (amb Keb' Mo')

### Àlbums en directe
- 1971 – The Real Thing
- 1972 – Recycling The Blues & Other Related Stuff
- 1972 – Big Sur Festival - One Hand Clapping
- 1979 – Live & Direct
- 1990 – Live at Ronnie Scott's
- 1996 – An Evening of Acoustic Music
- 2000 – Shoutin' in Key
- 2004 – Live Catch
- 2015 – Taj Mahal & The Hula Blues Band: Live From Kauai

### Recopilatoris
- 1980 – Going Home
- 1981 – The Best of Taj Mahal, Volume 1 (Columbia)
- 1992 – Taj's Blues
- 1993 – World Music
- 1998 – In Progress & In Motion: 1965-1998
- 1999 – Blue Light Boogie
- 2000 – The Best of Taj Mahal
- 2000 – The Best of the Private Years
- 2001 – Sing a Happy Song: The Warner Bros. Recordings
- 2003 – Martin Scorsese Presents the Blues – Taj Mahal
- 2003 – Blues with a Feeling: The Very Best of Taj Mahal
- 2005 – The Essential Taj Mahal
- 2012 – Hidden Treasures of Taj Mahal